# ألكون إنترتينمنت
ألكون إنترتينمنت(بالإنجليزية: Alcon Entertainment)‏ هي شركة أمريكية تقوم بإنتاج الأفلام، تأسست سنة 1997 ويقع مقرها في لوس أنجلوس، كاليفورنيا. عملت على عدة أفلام من نشر وارنر برذرز.

## الأفلام
- ال 33
- حكاية دولفين 2
- تسامي
- سجناء
- مخلوقات جميلة
- ماذا تتوقع وأنت في انتظار طفل
- حكاية دولفين
- البعد الآخر
- كتاب إيلاي
- بي إس أنا أحبك
- أرق

## روابط خارجية
- ألكون إنترتينمنت على موقع IMDb (الإنجليزية)